# Paul Ernst Rattelmüller
Paul Ernst Rattelmüller (* 27. März 1924 in Regensburg; † 12. Januar 2004 in Starnberg) war ein deutscher Heimatpfleger, Autor und Hörfunkmoderator.

## Leben
Paul Ernst Rattelmüller wurde als Spross einer Offiziersfamilie in Regensburg geboren, wo er auch die Volksschule besuchte. Das Abitur absolvierte er am Maximiliansgymnasium in München. Ab 1941 war er im Zweiten Weltkrieg Artillerieoffizier. Nach dem Krieg hatte er kurzzeitig Arbeit als Holzknecht, dann erste Arbeiten als Grafiker, Illustrator und Fotograf. Er war ein Jahr Schüler bei dem Maler Karl Blocherer (Blocherer Schule) in München. 
Den endgültigen Ausschlag, Buchillustration und Grafik zum Beruf zu machen, gab Olaf Gulbransson. Das erste Buch, das er illustrierte, war eine lateinisch-baierische Ausgabe von Eduard Stemplingers Horaz in der Lederhos'n. Später war er Autor und Illustrator von Artikeln und Büchern zum Volksbrauch in Oberbayern. Festliches Jahr war sein erstes Buch, das unter seinem Namen erschien, ein Fotoband. Seit 1955 war er Mitarbeiter beim Bayerischen Rundfunk. Er war dort Autor hunderter Sendungen und gestaltete z. B. die Sendereihe Boarischer Hoagascht. Vom 1. April 1973 bis zum 31. März 1989 war er oberbayerischer Bezirksheimatpfleger. Er war für den Entwurf der Fahne des bayerischen Ministerpräsidenten verantwortlich und setzte sich für die Einrichtung des Freilichtmuseums Glentleiten ein. Er lebte zuletzt (seit 1961) in seinem Haus bei Starnberg. Seine letzte Ruhestätte fand er auf dem zur Filialkirche St. Peter und Paul gehörenden Friedhof des Starnberger Ortsteils Rieden.

## Werke (Auszug)
- Auf Befehl Seiner Majestät
- Auf Weihnachtn zua
- Baierische Kalendergeschichten: Für Stadt- und Landleut
- Bairisches Brauchtum im Jahreslauf. Von Nikolo bis Kathrein
- Bayerische Trachten
- Bayerische Trachten. 12 Postkarten. Serie 1
- Bayerische Trachten. 12 Postkarten. Serie 2
- Das bayerische Bürgermilitär
- Das große Leben Christi gezeigt an der Krippe des Fürstbischofs Graf Lodron zu Brixen
- Der Bauernshakespeare. Das Kiefersfeldner Volkstheater und seine Ritterstücke, München 1973 (enthält die Stücke Der Kaiser Ocktavianus von Josef Georg Schmalz und Ubald von Sternenburg in der Bearbeitung von Sylvester Greiderer)
- Der Marstall zu München
- Die Bayerischen Gebirgsschützen
- Die Volkstracht in Bayern
- Dirndl, Janker, Lederhosen. Künstler entdecken die oberbayrischen Trachten
- Ein Sprichwort im Mund wiegt hundert Pfund. Weisheit des gemeinen Mannes in Sprüchen und Reimen
- Festliches Jahr: Brauchtum im bayerischen Alpengebiet
- Ein bairisch Jahr
- Gustav Wilhelm Kraus
- Horaz in der Lederhos'n
- Ich zier' mein Haus nach meinem Will
- In Treue fest
- Jagdgeschichten. Vom Spielhahn die Feder. Vom Hirsch das Gewei
- Jagdromantik. In der Malerei des 19. Jahrhunderts
- Kgl. Bayerische Armee
- Künstler entdecken Oberbayern
- Lüftlmalerei in Oberbayern
- Matthäus Klostermaier vulgo Der Bayrische Hiasl
- Mit Gott für König und Vaterland
- München im Jahreslauf. 12 Monatsbilder aus dem Jahre 1816
- Per Post und zu Fuß durch Oberbayern
- Sagen aus Bayern I. Oberbayern
- Sagen aus Bayern II. Niederbayern und Oberpfalz
- Sagen aus Bayern III. Schwaben
- Sagen aus Bayern IV. Mittel- und Oberfranken
- Sagen aus Bayern V. Unterfranken
- Trachten aus Niederbayern
- Unbekanntes Bayern I: Bd. 1–5
- Unbekanntes Bayern II: Band 6–10
- Volkstrachten in Bayern. Altbayern, Franken, Schwaben

## Auszeichnungen
- Inhaber der goldenen Verdienstmedaille des Bayerischen Rundfunks
- Inhaber der Medaille München leuchtet
- 1971: Bayerischer Poetentaler
- 1979: Ludwig-Thoma-Medaille der Stadt München
- 1988: Bundesverdienstkreuz 1. Klasse
- 1989: Oberbayerischer Kulturpreis